# Christian Brice Samba
Christian Brice Samba   (Brazzaville i República Popular del Congo, 26 de març de 1971) és un exfutbolista congolès de la dècada de 1990.
Fou internacional amb la selecció de futbol de la República del Congo. Pel que fa a clubs, destacà a Diables Noirs Brazzaville i Africa Sports Abidjan.
És pare del també futbolista Brice Samba.